# Hanguana
Hanguana ist die einzige Gattung der Familie der Hanguanaceae in der Ordnung der Commelinaartigen (Commelinales) innerhalb der Einkeimblättrigen Pflanzen. Verbreitungsschwerpunkt der über 20 Arten ist Malaysia, einzelne Arten strahlen bis Sri Lanka, Thailand, Nordaustralien und Palau aus.

## Beschreibung

### Habitus und Laubblätter
Die Hanguana-Arten wachsen als ausdauernde krautige Pflanzen. Sie haben ein grasähnliches Aussehen und Rhizome als Speicherorgane. Es sind Schleimgänge vorhanden.
Die wechselständigen Blätter sind meistens direkt über dem Boden, also grundständig, rosettenartig oder zweireihig bis spiralig am Stängel angeordnet. Die Laubblätter sind in Blattstiel und Blattspreite gegliedert. Die einfache Blattspreite besitzt eine Mittelrippe, viele parallele Seitennerven und prominente, vernetzende Seitennerven 2. Ordnung. Der Blattrand ist glatt.

### Blütenstände und Blüten
Sie sind zweihäusig getrenntgeschlechtig (monözisch).
Die kleinen, ungestielten Blüten werden in verzweigten, rispigen Blütenständen gebildet.
Die ungestielten Blüten sind eingeschlechtig, dreizählig und radiärsymmetrisch. Es gibt zwei Blütenhüllblattkreise pro Blüte und die sechs Blütenhüllblätter sind unterschiedlich oder gleich gestaltet; sie sind röhrenartig verwachsen. In den männlichen Blüten gibt zwei Kreise mit je drei freien, fertilen Staubblättern. Die verbreiterten Staubfäden sind nur wenig an ihrer Basis verwachsen. Die Pollenkörner besitzen keine Apertur. In den weiblichen Blüten sind sechs nektarsekretierende Staminodien vorhanden und drei Fruchtblätter sind zu einem oberständigen Fruchtknoten verwachsen mit nur einer Samenanlage je Fruchtknotenkammer. Ein Griffel ist nicht erkennbar. Die breite Narbe ist dreilappig.

### Früchte und Samen
Es werden Steinfrüchte mit einem (bis drei) Samen gebildet. Die Samen sind schüsselförmig. Der Embryo ist klein.

### Inhaltsstoffe und Chromosomenzahlen
An Inhaltsstoffen wichtig sind die Proanthocyanidine Cyanidin und Delphinidin. Es werden Silikate eingelagert. In den Zellwänden ist Ferulasäure vorhanden. Die Chromosomengrundzahlen sind etwa n = 24, 36, 45.

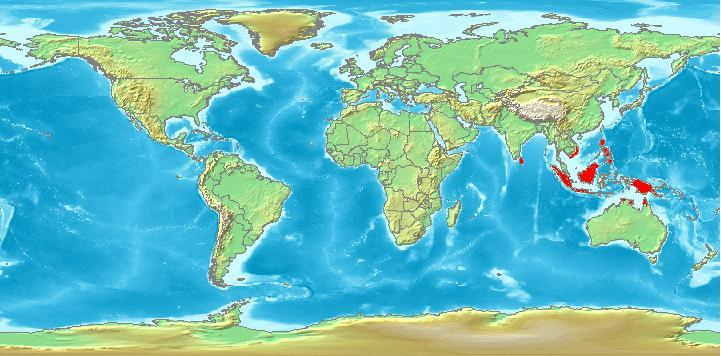
Verbreitungskarte

## Systematik und Verbreitung
Nur eine Art (Hanguana anthelminthica) ist weiträumig von Sri Lanka über Südostasien bis Palau und bis zum nördlichen Australien verbreitet. Die Mehrheit der Arten kommen auf der Malaiischen Halbinsel oder Borneo vor.
Die Erstveröffentlichung der Gattung Hanguana erfolgte 1827 durch Carl Ludwig Blume. Die Erstveröffentlichung des Familiennamens Hanguanaceae erfolgte im Dezember 1965 durch Herbert Kenneth Airy Shaw. Zuvor wurde die Gattung in die Familien der Flagellariaceae oder Asteliaceae gestellt und man vermutete eine Nähe zu den Zingiberales.

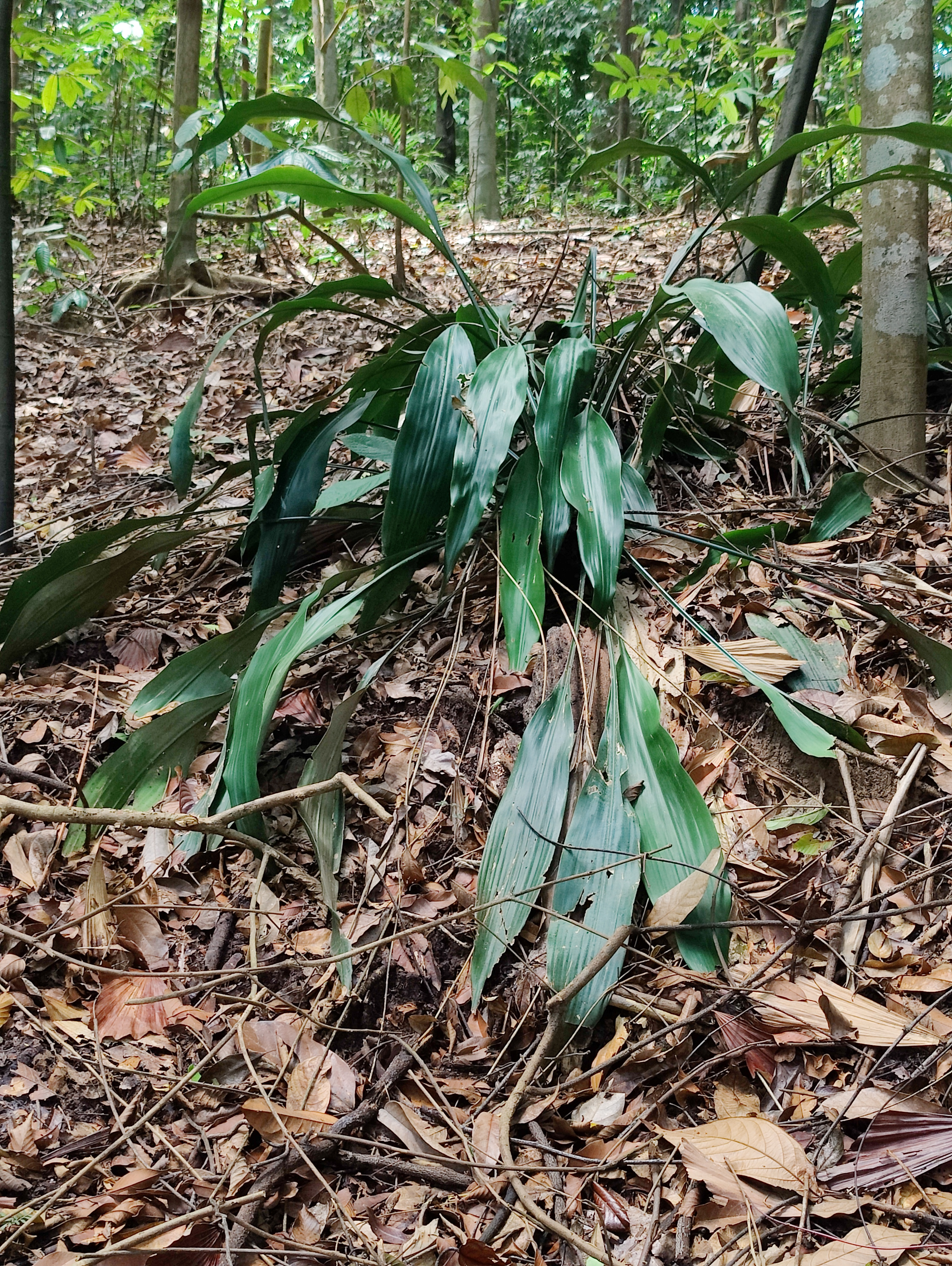
Hanguana rubinea, Habitus

In der Gattung gibt es über 20 Arten, weitere Arten werden fortlaufend neu beschrieben:
- - Hanguana anthelminthica (Blume ex Schult. & Schult.f.) Masam.: Von Sri Lanka bis Palau.[4]
  - Hanguana bakoensis Siti Nurfazilah, Sofiman Othman & P.C.Boyce: Sarawak.[4]
  - Hanguana bogneri Tillich & E.Sill: Sarawak.[4]
  - Hanguana corneri Škornick. & P.C.Boyce: Malaysia.[4]
  - Hanguana deflexa Hroneš & Dančák: Sarawak[5]
  - Hanguana exultans Siti Nurfazilah, Mohd Fahmi, Sofiman Othman & P.C.Boyce: Malaiische Halbinsel.[4]
  - Hanguana fraseriana Skornick. & Kiew: Malaiische Halbinsel.[4]
  - Hanguana karimatae Randi & Škorničk.[6]
  - Hanguana kassintu Blume: Java.[4]
  - Hanguana loi Mohd Fahmi, Sofiman Othman & P.C.Boyce: Sarawak.[4]
  - Hanguana major Airy Shaw: Borneo.[4]
  - Hanguana malayana (Jack) Merrill: Malaysia.[4]
  - Hanguana nana Randi & Škorničk.: Borneo[6]
  - Hanguana neglecta Škornick. & Niissalo: Malaiische Halbinsel.[4]
  - Hanguana nitens Siti Nurfazilah, Mohd Fahmi, Sofiman Othman & P.C.Boyce: Malaiische Halbinsel.[4]
  - Hanguana pantiensis Siti Nurfazilah, Mohd Fahmi, Sofiman Othman & P.C.Boyce: Malaiische Halbinsel.[4]
  - Hanguana podzolica Siti Nurfazilah, Mohd Fahmi, Sofiman Othman & P.C.Boyce: Malaiische Halbinsel.[4]
  - Hanguana rubinea Škornick. & P.C.Boyce: Singapur.[4]
  - Hanguana sitinurbayai Randi: Borneo[7]
  - Hanguana stenopoda Siti Nurfazilah, Mohd Fahmi, Sofiman Othman & P.C.Boyce: Malaiische Halbinsel.[4]
  - Hanguana thailandica Wijedasa & Niissalo: Thailand.[4]
  - Hanguana triangulata Škornick. & P.C.Boyce: Singapur.[4]